# Championnat du Maroc de football 1999-2000
Navigation
Botola
1998-1999 Botola
2000-2001
Le Championnat du Maroc de football 1999-2000 est la 84e édition du championnat du Maroc de football. Elle voit la victoire du Raja CA pour la cinquième année consécutive.

## Compétition

### Classement
| Rang | Équipe                       | Pts | J  | G  | N  | P  | Bp | Bc | Diff |
| ---- | ---------------------------- | --- | -- | -- | -- | -- | -- | -- | ---- |
| 1    | Raja CA T                    | 59  | 30 | 16 | 11 | 3  | 45 | 22 | +23  |
| 2    | Wydad AC                     | 54  | 30 | 14 | 12 | 4  | 37 | 18 | +19  |
| 3    | Maghreb de Fès               | 53  | 30 | 14 | 11 | 5  | 29 | 18 | +11  |
| 4    | FUS de Rabat                 | 52  | 30 | 14 | 10 | 6  | 39 | 23 | +16  |
| 5    | Hassania d'Agadir            | 49  | 30 | 12 | 13 | 5  | 30 | 18 | +12  |
| 6    | Renaissance de Settat P      | 47  | 30 | 13 | 8  | 9  | 31 | 26 | +5   |
| 7    | Olympique Club de Khouribga  | 43  | 30 | 12 | 7  | 11 | 27 | 22 | +5   |
| 8    | Chabab Mohammédia            | 40  | 30 | 11 | 7  | 12 | 21 | 21 | 0    |
| 9    | FAR de Rabat                 | 37  | 30 | 7  | 16 | 7  | 24 | 24 | 0    |
| 10   | Tihad Sportif Club P         | 36  | 30 | 9  | 9  | 12 | 25 | 33 | -8   |
| 11   | Kawkab de Marrakech V        | 33  | 30 | 6  | 15 | 9  | 24 | 29 | -5   |
| 12   | CODM de Meknès               | 30  | 30 | 8  | 6  | 16 | 20 | 33 | -13  |
| 13   | Jeunesse sportive El Massira | 27  | 30 | 4  | 15 | 11 | 19 | 34 | -15  |
| 14   | Raja de Beni Mellal          | 27  | 30 | 6  | 9  | 15 | 17 | 41 | -24  |
| 15   | Wydad de Fès ↓               | 26  | 30 | 5  | 11 | 14 | 19 | 31 | -12  |
| 16   | AS Crédit Agricole ↓         | 21  | 30 | 3  | 12 | 15 | 19 | 33 | -14  |

- Qualifié pour la Ligue des champions de la CAF 2001
- Qualifié pour la Coupe d'Afrique des vainqueurs de coupe 2001
- Qualifié pour la Coupe de la CAF 2001
- Relégué en Botola 2 2000-2001

Abréviations
T : Tenant du titre

V : Vice-champion 1998-1999

CdT : Vainqueur de la Coupe du Trône 1999-2000

P : Promus du Championnat du Maroc de football D2

## Bilan de la saison
| Championnat du Maroc de football 1999-2000                        |                               |
| Champion                                                          | Raja CA (6e titre)            |
| Coupes et trophées                                                |                               |
| Vainqueur de la Coupe du Trône 1999-2000                          | Majd Al Madina                |
| Qualifications continentales                                      |                               |
| Ligue des champions de la CAF 2001                                | Raja CA                       |
| Coupe d'Afrique des vainqueurs de coupe 2001                      | FAR de Rabat                  |
| Coupe de la CAF 2001                                              | Wydad AC                      |
| Promotions et relégations                                         |                               |
| Promus en Championnat du Maroc de football                        | Ittihad Zemmouri de Khémisset |
| Promus en Championnat du Maroc de football                        | Racing de Casablanca          |
| Relégués en Championnat du Maroc de football de deuxième division | Wydad de Fès                  |
| Relégués en Championnat du Maroc de football de deuxième division | AS Crédit Agricole            |